# Резолюция 986 на Съвета за сигурност на ООН
Резолюция 986 на Съвета за сигурност на ООН е приета единодушно на 14 април 1995 г. по повод влошаващото се хуманитарно положение на цивилното иракско население, причинено от икономическото ембарго, наложено над страната след Първата война в залива.
След като потвърждава действието на предишни резолюции на Съвета, засягащи иракската страна, Съветът за сигурност, действайки съгласно Глава VII от Хартата на ООН, установява механизъм, позволяващ приходите от експорт на иракски петрол да бъдат използвани за финансиране на хуманитарна помощ за иракското цивилно население.
Този механизъм става известен като Програма „Петрол срещу храни“.